# Fortuna liga 2021/22 (Tsjechië)
De Fortuna liga 2021/22 was het 29e seizoen van het Tsjechisch nationaal voetbalkampioenschap. Het ging van start op 24 juli 2021 en eindigde op 15 mei 2022.

## Clubs
16 clubs speelden het seizoen 2020/21 in de Fortuna liga. Uit Praag komen maar liefst drie clubs. De regio's Karlsbad, Vysočina en Zuid-Bohemen leverden dit seizoen geen clubs op het hoogste niveau.
| Club                       | Stad               | Stadion                                     | Afbeelding | Opening | Capaciteit |
| -------------------------- | ------------------ | ------------------------------------------- | ---------- | ------- | ---------- |
| FC Baník Ostrava           | Ostrava            | Městský stadion v Ostravě-Vítkovicích       |            | 1938    | 15.123     |
| Bohemians 1905 Praag       | Vršovice, Praag    | Ďolíček                                     |            | 1932    | 6300       |
| SK Dynamo České Budějovice | České Budějovice   | Fotbalový stadion Střelecký ostrov          |            | 1940    | 6681       |
| FC Fastav Zlín             | Zlín               | Stadion Letná                               |            | 1926    | 5898       |
| FC Hradec Králové1         | Mladá Boleslav     | Městský stadion Mladá Boleslav              |            | 1965    | 5000       |
| FK Jablonec                | Jablonec nad Nisou | Stadion Střelnice                           |            | 1955    | 6108       |
| MFK Karviná                | Karviná            | Městský stadion Karviná                     |            | 2016    | 4833       |
| FK Mladá Boleslav          | Mladá Boleslav     | Městský stadion Mladá Boleslav              |            | 1965    | 5000       |
| SK Sigma Olomouc           | Olomouc            | Andrův stadion                              |            | 1940    | 12.541     |
| FK Pardubice2              | Vršovice, Praag    | Ďolíček                                     |            | 1932    | 5000       |
| SK Slavia Praag            | Vršovice, Praag    | Sinobo Stadium                              |            | 2008    | 20.232     |
| 1. FC Slovácko             | Uherské Hradiště   | Městský fotbalový stadion Miroslava Valenty |            | 1926    | 8000       |
| FC Slovan Liberec          | Liberec            | Stadion u Nisy                              |            | 1934    | 9900       |
| AC Sparta Praag            | Bubeneč, Praag     | Generali Arena                              |            | 1917    | 18.887     |
| FK Teplice                 | Teplice            | Stadion Na Stínadlech                       |            | 1973    | 18.221     |
| FC Viktoria Pilsen         | Pilsen             | Stadion města Plzně                         |            | 1955    | 11.700     |

1 Omdat het eigen stadion, Všesportovní stadion van FC Hradec Králové niet aan de eisen voldeed speelde de club haar thuiswedstrijden in Mladá Boleslav op het Městský stadion van FK Mladá Boleslav. 

2 Omdat het eigen stadion, Stadion Pod Vinicí van FK Pardubice niet aan de eisen voldeed speelde de club haar thuiswedstrijden in Praag op het Ďolíček van Bohemians 1905 Praag.

## Eindstand

### Reguliere competitie
|     | Club                       | WG | W  | G  | V  | DV | DT | P  |                                                   |
| --- | -------------------------- | -- | -- | -- | -- | -- | -- | -- | ------------------------------------------------- |
| 1.  | SK Slavia Praag1           | 30 | 23 | 4  | 3  | 71 | 19 | 73 | Geplaatst voor de Titelplay-off                   |
| 2.  | FC Viktoria Pilsen         | 30 | 22 | 6  | 2  | 53 | 19 | 72 | Geplaatst voor de Titelplay-off                   |
| 3.  | AC Sparta Praag            | 30 | 20 | 6  | 4  | 65 | 32 | 66 | Geplaatst voor de Titelplay-off                   |
| 4.  | 1. FC Slovácko             | 30 | 18 | 5  | 7  | 50 | 30 | 59 | Geplaatst voor de Titelplay-off                   |
| 5.  | FC Baník Ostrava           | 30 | 14 | 9  | 7  | 54 | 39 | 51 | Geplaatst voor de Titelplay-off                   |
| 6.  | FC Hradec Králové2         | 30 | 9  | 13 | 8  | 38 | 40 | 40 | Geplaatst voor de Titelplay-off                   |
| 7.  | FK Mladá Boleslav          | 30 | 11 | 5  | 14 | 45 | 48 | 38 | Geplaatst voor de Play-off voor 7e t/m 10e plaats |
| 8.  | FC Slovan Liberec          | 30 | 10 | 7  | 13 | 29 | 38 | 37 | Geplaatst voor de Play-off voor 7e t/m 10e plaats |
| 9.  | SK Sigma Olomouc           | 30 | 9  | 10 | 11 | 39 | 37 | 37 | Geplaatst voor de Play-off voor 7e t/m 10e plaats |
| 10. | SK Dynamo České Budějovice | 30 | 9  | 9  | 12 | 40 | 46 | 36 | Geplaatst voor de Play-off voor 7e t/m 10e plaats |
| 11. | FC Fastav Zlín             | 30 | 8  | 6  | 16 | 36 | 53 | 30 | Geplaatst voor de degradatieplay-off              |
| 12. | FK Teplice                 | 30 | 8  | 3  | 19 | 29 | 49 | 27 | Geplaatst voor de degradatieplay-off              |
| 13. | FK Jablonec                | 30 | 4  | 14 | 12 | 22 | 45 | 26 | Geplaatst voor de degradatieplay-off              |
| 14. | Bohemians Praag 1905       | 30 | 6  | 8  | 16 | 34 | 56 | 26 | Geplaatst voor de degradatieplay-off              |
| 15. | FK Pardubice               | 30 | 5  | 9  | 16 | 35 | 67 | 24 | Geplaatst voor de degradatieplay-off              |
| 16. | MFK Karviná                | 30 | 3  | 8  | 19 | 30 | 52 | 17 | Geplaatst voor de degradatieplay-off              |

1 SK Slavia Praag was in dit seizoen de titelverdediger. 

2 FC Hradec Králové was in dit seizoen de nieuwkomer, zij speelde in het voorgaande seizoen niet op het hoogste niveau van het Tsjechische voetbal. 

### Titelplay-off
|    | Club               | WG | W  | G  | V  | DV | DT | P  |                                                        |
| -- | ------------------ | -- | -- | -- | -- | -- | -- | -- | ------------------------------------------------------ |
| 1. | FC Viktoria Pilsen | 35 | 26 | 7  | 2  | 63 | 21 | 85 | Tweede voorronde UEFA Champions League 2022/23         |
| 2. | SK Slavia Praag    | 35 | 24 | 6  | 5  | 80 | 27 | 78 | Tweede voorronde UEFA Europa Conference League 2022/23 |
| 3. | AC Sparta Praag    | 35 | 22 | 7  | 6  | 72 | 40 | 73 | Tweede voorronde UEFA Europa Conference League 2022/23 |
| 4. | 1. FC Slovácko3    | 35 | 21 | 5  | 9  | 59 | 38 | 68 | Derde voorronde UEFA Europa League 2022/23             |
| 5. | FC Baník Ostrava   | 35 | 15 | 10 | 10 | 60 | 48 | 55 |                                                        |
| 6. | FC Hradec Králové  | 35 | 10 | 14 | 11 | 44 | 52 | 44 |                                                        |

3 1. FC Slovácko was de winnaar van de Tsjechische beker van dit seizoen.

### Play-off voor 7e t/m 10e plaats

#### Semifinales Play-off voor 7e t/m 10e plaats
| Thuisteam in de 1e wedstrijd    | Totaal | Uitteam in de 1e wedstrijd | Uitslag 1e wedstrijd | Uitslag 2e wedstrijd |
| ------------------------------- | ------ | -------------------------- | -------------------- | -------------------- |
| SK Dynamo České Budějovice (10) | 2–4    | FK Mladá Boleslav (7)      | 2–3                  | 0–1                  |
| SK Sigma Olomouc (9)            | 3–0    | FC Slovan Liberec (8)      | 1–0                  | 2–0                  |

#### Finale Play-off voor 7e t/m 10e plaats
| Thuisteam in de 1e wedstrijd | Totaal | Uitteam in de 1e wedstrijd | Uitslag 1e wedstrijd | Uitslag 2e wedstrijd |
| ---------------------------- | ------ | -------------------------- | -------------------- | -------------------- |
| SK Sigma Olomouc             | 3–4    | FK Mladá Boleslav          | 1–2                  | 2–2                  |

### Degradatieplay-off
|     | Club                 | WG | W | G  | V  | DV | DT | P  |                                                                |
| --- | -------------------- | -- | - | -- | -- | -- | -- | -- | -------------------------------------------------------------- |
| 11. | FK Pardubice         | 35 | 9 | 10 | 16 | 42 | 68 | 37 |                                                                |
| 12. | FC Fastav Zlín       | 35 | 9 | 9  | 17 | 43 | 60 | 36 |                                                                |
| 13. | FK Jablonec          | 35 | 6 | 16 | 13 | 27 | 48 | 34 |                                                                |
| 14. | Bohemians Praag 1905 | 35 | 8 | 10 | 17 | 45 | 61 | 34 | Barragewedstrijd tegen degradatie naar de Fortuna národní liga |
| 15. | FK Teplice           | 35 | 8 | 5  | 22 | 33 | 59 | 29 | Barragewedstrijd tegen degradatie naar de Fortuna národní liga |
| 16. | MFK Karviná          | 35 | 3 | 10 | 22 | 33 | 63 | 19 | Degradatie naar de Fortuna národní liga                        |

#### Barragewedstrijd degradatieplay-off
| Thuisteam in de 1e wedstrijd | Totaal | Uitteam in de 1e wedstrijd | Uitslag 1e wedstrijd | Uitslag 2e wedstrijd |
| ---------------------------- | ------ | -------------------------- | -------------------- | -------------------- |
| Slezský FC Opava             | 0–3    | Bohemians Praag 1905 (14)  | 0–1                  | 0–2                  |
| FK Teplice (15)              | 5–2    | FC Sellier & Bellot Vlašim | 3–0                  | 2–2                  |

## Statistieken

### Topscorers
19 doelpunten
- Jean-David Beauguel (FC Viktoria Pilsen)

17 doelpunten
- Václav Jurečka (1. FC Slovácko)

16 doelpunten
- Ladislav Almási (FC Baník Ostrava)

14 doelpunten
- Ondřej Lingr (SK Slavia Praag)

12 doelpunten
- Tomáš Čvančara (AC Sparta Praag 7 / FK Jablonec 5)

11 doelpunten
- David Puškáč (Bohemians Praag 1905)
- Paixao da Silva Ewerton (FK Mladá Boleslav)

10 doelpunten
- Ivan Schranz (SK Slavia Praag)
- David Douděra (FK Mladá Boleslav)

9 doelpunten
- Jakub Rada (FC Hradec Králové)
- Jan Kuchta (SK Slavia Praag)
- Adam Hložek (AC Sparta Praag)
- Fortune Bassey (SK Dynamo České Budějovice)

### Assists
13 assists
- Adam Hložek (AC Sparta Praag)

10 assists
- Carlos Eduardo Lopes Cruz Cadu (FK Pardubice)

9 assists
- Jiří Fleišman (FC Baník Ostrava)
- Alexander Bah (SK Slavia Praag)

8 assists
- Adam Vlkanova (FC Hradec Králové)

7 assists
- Jan Kalabiška (1. FC Slovácko)
- Lukáš Masopust (SK Slavia Praag)
- Juraj Chvátal (SK Sigma Olomouc)
- Jan Mejdr (FC Hradec Králové)
- Lukáš Kalvach (FC Viktoria Pilsen)
- Jan Fortelný (FK Teplice)

1993/94 · 1994/95 · 1995/96 · 1996/97 · 1997/98 · 1998/99 · 1999/00 · 2000/01 · 2001/02 · 2002/03 · 2003/04 · 2004/05 · 2005/06 · 2006/07 · 2007/08 · 2008/09 · 2009/10 · 2010/11 · 2011/12 · 2012/13 · 2013/14 · 2014/15 · 2015/16 · 2016/17 · 2017/18 · 2018/19 · 2019/20 · 2020/21 · 2021/22 · 2022/23 · 2023/24
Nationale competities:
Albanië · Andorra · Armenië · België · Bosnië en Herzegovina · Bulgarije · Cyprus · Denemarken · Duitsland · Engeland · Estland ('21 '22) · Faeröer ('21 '22) · Finland ('21 '22) · Frankrijk · Gibraltar · Griekenland · Hongarije · IJsland ('21 '22) · Ierland ('21 '22) · Israël · Italië · Kazachstan ('21 '22) · Kroatië · Letland ('21 '22) · Litouwen ('21 '22) · Luxemburg · Malta · Moldavië ('21 '22) · Montenegro · Nederland · Noord-Ierland · Noord-Macedonië · Noorwegen ('21 '22) · Oekraïne · Oostenrijk · Polen · Portugal · Roemenië · Rusland · San Marino · Schotland · Servië · Slovenië · Slowakije · Spanje · Tsjechië · Turkije · Wales · Zweden ('21 '22) · Zwitserland
Europese competities: Super Cup 2021 · Champions League · Europa League · Conference League